# Anton Cholaznykow
Anton Cholaznykow (ukr. Антон Холязников; ur. 10 grudnia 1986) – ukraiński wioślarz.

## Osiągnięcia
- Mistrzostwa Świata Juniorów – Ateny 2003 – czwórka ze sternikiem – 7. miejsce[1].
- Mistrzostwa Świata Juniorów – Banyoles 2004 – czwórka ze sternikiem – 1. miejsce[1].
- Mistrzostwa Świata U-23 – Amsterdam 2005 – ósemka – 6. miejsce[1].
- Mistrzostwa Świata U-23 – Glasgow 2007 – czwórka podwójna – 8. miejsce[1].
- Mistrzostwa Świata – Poznań 2009 – ósemka – 8. miejsce[1].
- Mistrzostwa Europy – Brześć 2009 – ósemka – 2. miejsce[1].
- Mistrzostwa Europy – Montemor-o-Velho 2010 – ósemka – 3. miejsce[1].